# 道加瓦河
道加瓦河，又名西德維納河（羅馬化：Zapadnaya Dvina，羅馬化：Zahodniaja Dźvina），发源于俄羅斯瓦爾代丘陵，流經俄羅斯、白俄羅斯和拉脫維亞，進入波羅的海的海岸里加灣，總長度為1,020公里（633.7英哩），由一條運河與别列津纳河和第聂伯河連接。
道加瓦河有三道為水力發電廠而興建的水壩：Rīgas HES位於里加上游，距離河口35公里，再沿上游35公里(即距離河口70公里)有Ķeguma HES，再沿游37公里（即距離河口107公里）有Pļaviņu HES。曾計畫興建第四座Daugavpils HES，但受到廣泛批評。白俄羅斯現正計畫在道加瓦河白俄羅斯段興建數道水力發電廠用的水壩。

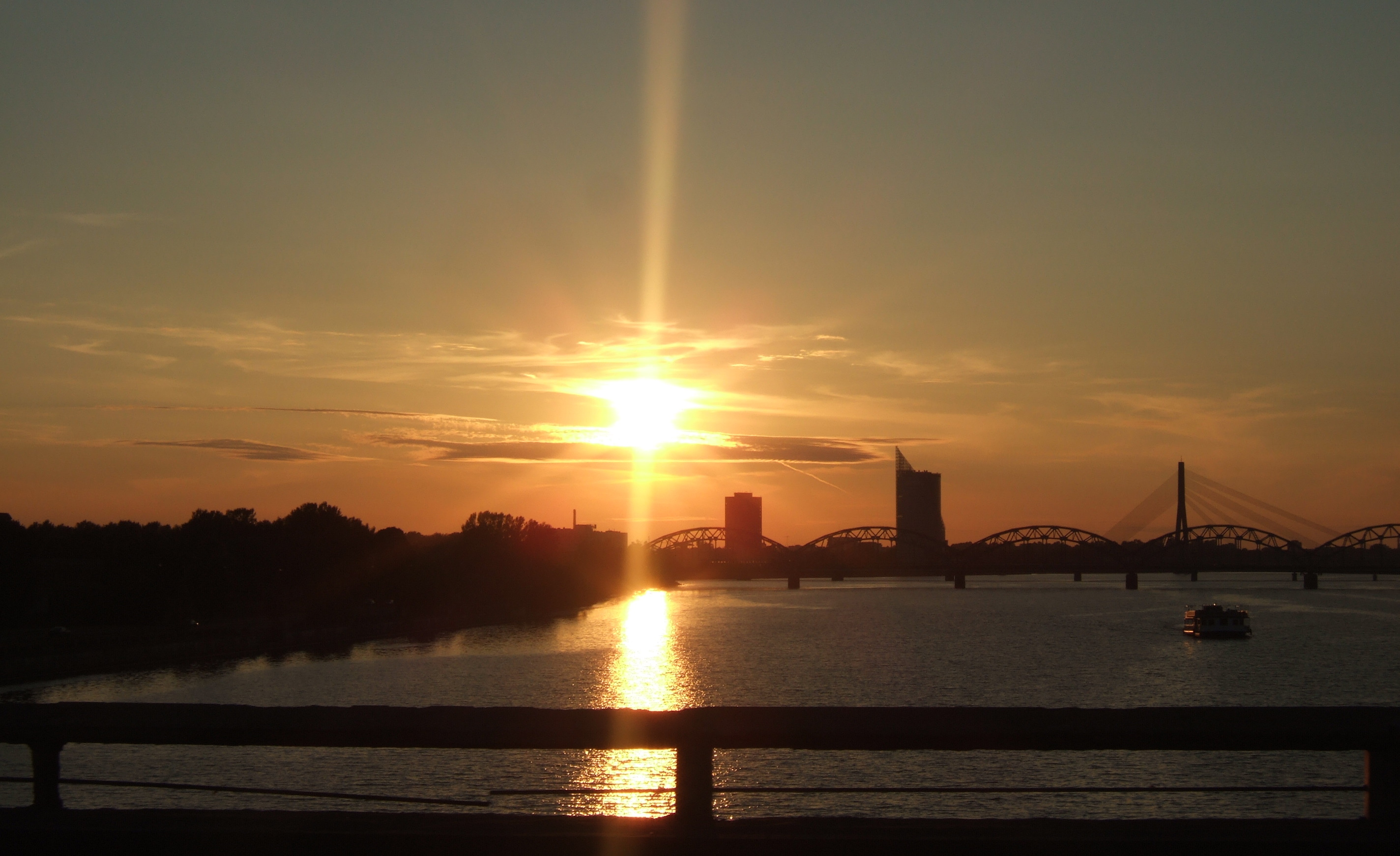
道加瓦河的日落

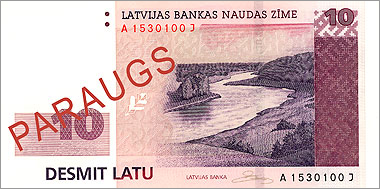
現時拉脫維亞的10拉特的風景就是道加瓦河。這款紙幣已於2014年拉脫維亞加入歐元區之後停用。

## 道加瓦河沿岸城市
俄羅斯韋利日
白俄羅斯
维捷布斯克（Vitsebsk）
波洛茨克（Polatsk）
拉脫維亞
陶格夫匹尔斯（Daugavpils）
叶卡布皮尔斯（Jēkabpils）
艾兹克劳克莱（Aizkraukle）
奥格雷（Ogre）
薩拉斯皮爾斯
里加

## 主要支流
- 帕拉塔河
- 卡斯普利亞河
- 梅扎河

## 外部連結
- 道加瓦河集水區
- 道加瓦河拉脫維亞段水力發電廠